# Великий Медер
Вельки Медер (словац. Veľký Meder, угор. Nagymegyer) — місто, громада в окрузі Дунайська Стреда, Трнавський край, південна Словаччина. Населення близько 9 тис. осіб.

## Історія
У 9-му столітті, територія Вельки Медер стала частиною Королівства Угорщина. Перша письмова згадка про Вельки Медер датована 1248 року, коли поселення згадується під назвою Villa Meger. Медер (Megyer) це ім'я стародавнього угорського племені мадяри. Населення міста було переважно угорським, принаймні з часів середньовіччя. У 1466 році, угорський король Матвій Корвін дав поселенню статус міста. Після того, як Австро-Угорщина розпалася в листопаді 1918 року чехословацькі війська зайняли територію. Між 1938 і 1945 роками Велки Медер ще раз стала частиною Угорщини під керівництвом генерала Горті. З 1945 до оксамитового розлучення 1993 року, воно було частиною Чехословаччини. З тих пір місто є частиною Словаччини.

## Демографія
| Рік:            | 1994. | 2004.   | 2014.   | 2024.   |
| --------------- | ----- | ------- | ------- | ------- |
| Кількість осіб: | 9311  | 8933    | 8763    | 8204    |
| Різниця:        |       | -4,05 % | -1,90 % | -6,37 % |

| Рік:            | 2023. | 2024.   |
| --------------- | ----- | ------- |
| Кількість осіб: | 8254  | 8204    |
| Різниця:        |       | -0,60 % |

За даними перепису 2001 року, домінуючою етнічною групою в місті є угорці (84,6 %), далі словаки (13,5 %), також є невеликі меншини чехів і циган (обидві по 0,7 %).

## Географія
Протікають канали Вельки Медер-Голяре; Врбіна-Голяре;Юрова-Вельки Медер; Ізопський канал; Хотарний канал і Крачани-Богельов.